# Liga Europa de la UEFA 2026-27
La Liga Europa de la UEFA 2026-27 será la 56.ª edición del torneo secundario de fútbol de clubes de Europa organizado por la UEFA, y la 18.ª edición desde que pasó de ser Copa de la UEFA a Liga Europa de la UEFA.
La final se jugará en 2027 en el Deutsche Bank Park de Fráncfort, Alemania.
El ganador de la Liga Europa de la UEFA se clasificará para la Supercopa de la UEFA 2027 y para la Liga de Campeones de la UEFA 2027-28.

## Formato
El formato de esta competición es idéntico al de la temporada anterior. Cada club juega contra ocho rivales diferentes (cuatro partidos en casa y cuatro fuera de casa). Los equipos se dividen en cuatro bombos de 9 equipos según su Coeficientes UEFA. Cada equipo se enfrenta (en un solo partido) a dos equipos de su propio bombo y a dos equipos de cada uno de los otros bombos:
- Los ocho primeros se clasifican para la fase eliminatoria;
- Los clubes clasificados del 9.° al 24.° lugar juegan los play-offs de clasificación para los octavos de final;
- Los equipos clasificados después del puesto 24 son eliminados, sin repechaje en la Liga Conferencia de la UEFA.

## Asignación
Un total de 78 equipos de 33 a 40 de las 55 federaciones miembros de la UEFA participarán en la Liga Europa de la UEFA 2026-27 (con las excepciones de Liechtenstein, que no organiza una liga nacional, y Rusia, que actualmente está suspendida). La clasificación de federaciones basada en los Coeficientes UEFA se utiliza para determinar el número de equipos participantes de cada federación:
- Las asociaciones 1 a 12 tienen dos equipos clasificados.
- Las asociaciones 13 a 34 (excepto Rusia[RUS 1]) tienen un equipo clasificado.
- Se otorgará una plaza adicional al campeón de la Liga Conferencia de la UEFA 2025-26 si no accede a la Liga de Campeones de la UEFA 2026-27 o a la Liga Europa de la UEFA 2025-26 a través de su liga nacional o copa nacional.
- 31 equipos eliminados de la Liga de Campeones de la UEFA 2026-27 serán transferidos a la Liga Europa de la UEFA 2026-27.

### Clasificación de la asociación
Para la Liga Europa de la UEFA 2026-27, a las federaciones se les asignan plazas de acuerdo con sus coeficientes de federación de la UEFA 2025, que tienen en cuenta su desempeño en las competiciones europeas de 2020-21 a 2024-25.
Además de la asignación basada en los coeficientes de la asociación, las asociaciones pueden tener equipos adicionales que participen en la Liga Europa, como se indica a continuación:
- (UCL) – Equipos adicionales transferidos de la Liga de Campeones de la UEFA.
- (UEL) – Plaza adicional para el campeón vigente de la Liga Conferencia de la UEFA.

| Pos. | Federación      | Coef.   | Equipos | Notas |
| ---- | --------------- | ------- | ------- | ----- |
| 1    | Inglaterra      | 115.196 | 2       |       |
| 2    | Italia          | 97.231  | 2       |       |
| 3    | España          | 94.453  | 2       |       |
| 4    | Alemania        | 86.331  | 2       |       |
| 5    | Francia         | 73.093  | 2       |       |
| 6    | Países Bajos    | 67.150  | 2       |       |
| 7    | Portugal        | 62.266  | 2       |       |
| 8    | Bélgica         | 56.850  | 2       |       |
| 9    | República Checa | 44.100  | 2       |       |
| 10   | Turquía         | 43.900  | 2       |       |
| 11   | Noruega         | 39.687  | 2       |       |
| 12   | Grecia          | 39.312  | 2       |       |
| 13   | Austria         | 36.450  | 1       |       |
| 14   | Escocia         | 35.550  | 1       |       |
| 15   | Polonia         | 35.000  | 1       |       |
| 16   | Dinamarca       | 33.981  | 1       |       |
| 17   | Suiza           | 33.625  | 1       |       |
| 18   | Israel          | 31.625  | 1       |       |

| Pos. | Federación           | Coef.  | Equipos | Notas     |
| ---- | -------------------- | ------ | ------- | --------- |
| 19   | Chipre               | 27.537 | 1       |           |
| 20   | Suecia               | 27.125 | 1       |           |
| 21   | Croacia              | 27.025 | 1       |           |
| 22   | Serbia               | 25.500 | 1       |           |
| 23   | Ucrania              | 24.400 | 1       |           |
| 24   | Hungría              | 24.000 | 1       |           |
| 25   | Rumania              | 23.250 | 1       |           |
| 26   | Rusia                | 22.632 | 0       | [ RUS 1 ] |
| 27   | Eslovaquia           | 21.250 | 1       |           |
| 28   | Eslovenia            | 20.343 | 1       |           |
| 29   | Bulgaria             | 19.875 | 1       |           |
| 30   | Azerbaiyán           | 19.625 | 1       |           |
| 31   | Irlanda              | 14.968 | 1       |           |
| 32   | Moldavia             | 14.500 | 1       |           |
| 33   | Islandia             | 13.520 | 1       |           |
| 34   | Bosnia y Herzegovina | 13.031 | 0       |           |
| 35   | Armenia              | 12.250 | 0       |           |
| 36   | Letonia              | 12.250 | 0       |           |
| 37   | Kosovo               | 12.041 | 0       |           |

| Pos. | Federación        | Coef.  | Equipos | Notas     |
| ---- | ----------------- | ------ | ------- | --------- |
| 38   | Finlandia         | 11.750 | 0       |           |
| 39   | Kazajistán        | 11.125 | 0       |           |
| 40   | Islas Feroe       | 10.750 | 0       |           |
| 41   | Malta             | 8.500  | 0       |           |
| 42   | Irlanda del Norte | 8.333  | 0       |           |
| 43   | Lituania          | 8.250  | 0       |           |
| 44   | Liechtenstein     | 8.000  | 0       | [ LIE 1 ] |
| 45   | Estonia           | 7.957  | 0       |           |
| 46   | Albania           | 7.875  | 0       |           |
| 47   | Montenegro        | 7.208  | 0       |           |
| 48   | Luxemburgo        | 6.875  | 0       |           |
| 49   | Gales             | 6.791  | 0       |           |
| 50   | Georgia           | 6.625  | 0       |           |
| 51   | Macedonia         | 6.166  | 0       |           |
| 52   | Bielorrusia       | 6.000  | 0       |           |
| 53   | Andorra           | 5.498  | 0       |           |
| 54   | Gibraltar         | 5.457  | 0       |           |
| 55   | San Marino        | 2.498  | 0       |           |

### Distribución
La tabla refleja la actual suspensión de Rusia de la UEFA.
|                                            |                                            | Equipos que entran en esta fase | Equipos que provienen de la fase anterior                                                                                            | Equipos transferidos de la Liga de Campeones |
| ------------------------------------------ | ------------------------------------------ | --- | --- | --- |
| Primera ronda clasificatoria (16 equipos)  | Primera ronda clasificatoria (16 equipos)  | - 16 ganadores de copa nacionales de las asociaciones 17 a 33 (excluyendo Rusia)                                                                                       | | |
| Segunda ronda clasificatoria (16 equipos)  | Segunda ronda clasificatoria (16 equipos)  | - 1 ganador de copa nacional de la asociación 16 - 6 equipos en tercer lugar de las asociaciones 7 a 12 - 1 equipo en cuarto lugar de la asociación 6                  | - 8 ganadores de la Primera ronda clasificatoria                                                                                     | |
| Tercera ronda clasificatoria (26 equipos)  | Ruta de campeones (12 equipos)             | | | - 12 perdedores de la Segunda ronda clasificatoria (Ruta de campeones) de la Liga de Campeones |
| Tercera ronda clasificatoria (26 equipos)  | Ruta de liga (14 equipos)                  | - 3 ganadores de copa nacionales de las asociaciones 13 a 15 | - 8 ganadores de la Segunda ronda clasificatoria (Ruta de liga)                                                                      | - 3 perdedores de la Segunda ronda clasificatoria (Ruta de liga) de la Liga de Campeones |
| Ronda de Play-Off (24 equipos)             | Ronda de Play-Off (24 equipos)             | - 5 ganadores de copa nacionales de las asociaciones 8 a 12 | - 6 ganadores de la Tercera ronda clasificatoria (Ruta de campeones) - 7 ganadores de la Tercera ronda clasificatoria (Ruta de liga) | - 6 perdedores de la Tercera ronda clasificatoria (Ruta de campeones) de la Liga de Campeones |
| Fase de liga (36 equipos)                  | Fase de liga (36 equipos)                  | - 1 campeón de la Liga Conferencia de la UEFA 2025-26 - 7 ganadores de copa nacionales de las asociaciones 1 a 7 - 5 equipos en quinto lugar de las asociaciones 1 a 5 | - 12 ganadores de la Ronda de Play-Off                                                                                               | - 5 perdedores de la Ronda de Play-Off (Ruta de campeones) de la Liga de Campeones - 2 perdedores de la Ronda de Play-Off (Ruta de liga) de la Liga de Campeones - 4 perdedores de la Tercera ronda clasificatoria (Ruta de liga) de la Liga de Campeones |
| Ronda eliminatoria preliminar (16 equipos) | Ronda eliminatoria preliminar (16 equipos) | | - 16 equipos clasificados del 9.° al 24.° de la fase de Liga                                                                         | |
| Fase eliminatoria (16 equipos)             | Fase eliminatoria (16 equipos)             | | - 8 equipos clasificados del 1.° al 8.° de la fase de Liga - 8 ganadores de la Ronda eliminatoria preliminar                         | |

Debido a la suspensión de Rusia para la temporada europea 2026-27, se realizaran los siguientes cambios en la lista de acceso:
- El campeón de la asociación 16 (Dinamarca) ingresará a la Segunda ronda clasificatoria (Ruta de liga) en lugar de la Primera ronda clasificatoria (Ruta de liga).

## Participantes
Las etiquetas entre paréntesis muestran cómo cada equipo se clasificó para el lugar de su ronda inicial:
- LEC: Campeón de la Liga Conferencia de la UEFA
- CC: Campeón de copa
- N.º: Posición de liga
- LC: Procedente de la Liga de Campeones
  - PO: Perdedor de la Ronda de play-Off
  - 3R: Perdedor de la Tercera ronda clasificatoria
  - 2R: Perdedor de la Segunda ronda clasificatoria

La tercera ronda clasificatoria se divide en Ruta de campeones y Ruta de liga.
| Fase de liga                 | Fase de liga      | Fase de liga | Fase de liga |
| ---------------------------- | ----------------- | ------------ | ------------ |
| [[]] (LEC)                   | [[]] (CC)         | [[]] (LC PO) | [[]] (LC 3R) |
| [[]] (CC)                    | [[]] (5.°)        | [[]] (LC PO) | [[]] (LC 3R) |
| [[]] (5.°)                   | [[]] (CC)         | [[]] (LC PO) | [[]] (LC 3R) |
| [[]] (CC)                    | [[]] (5.°)        | [[]] (LC PO) | [[]] (LC 3R) |
| [[]] (5.°)                   | [[]] (CC)         | [[]] (LC PO) |              |
| [[]] (CC)                    | [[]] (CC)         | [[]] (LC PO) |              |
| [[]] (5.°)                   |                   | [[]] (LC PO) |              |
| Ronda de Play-Off            |                   |              |              |
| [[]] (CC)                    | [[]] (CC)         | [[]] (LC 3R) | [[]] (LC 3R) |
| [[]] (CC)                    | [[]] (CC)         | [[]] (LC 3R) | [[]] (LC 3R) |
| [[]] (CC)                    |                   | [[]] (LC 3R) | [[]] (LC 3R) |
| Tercera ronda clasificatoria |                   |              |              |
| Ruta de campeones            | Ruta de campeones | Ruta de liga | Ruta de liga |
| [[]] (LC 2R)                 | [[]] (LC 2R)      | [[]] (CC)    | [[]] (LC 2R) |
| [[]] (LC 2R)                 | [[]] (LC 2R)      | [[]] (CC)    | [[]] (LC 2R) |
| [[]] (LC 2R)                 | [[]] (LC 2R)      | [[]] (CC)    | [[]] (LC 2R) |
| [[]] (LC 2R)                 | [[]] (LC 2R)      |              |              |
| [[]] (LC 2R)                 | [[]] (LC 2R)      |              |              |
| [[]] (LC 2R)                 | [[]] (LC 2R)      |              |              |
| Segunda ronda clasificatoria |                   |              |              |
| [[]] (4.°)                   | [[]] (3.°)        | [[]] (3.°)   | [[]] (3.°)   |
| [[]] (3.°)                   | [[]] (3.°)        | [[]] (3.°)   | [[]] (CC)    |
| Primera ronda clasificatoria |                   |              |              |
| [[]] (CC)                    | [[]] (CC)         | [[]] (CC)    | [[]] (CC)    |
| [[]] (CC)                    | [[]] (CC)         | [[]] (CC)    | [[]] (CC)    |
| [[]] (CC)                    | [[]] (CC)         | [[]] (CC)    | [[]] (CC)    |
| [[]] (CC)                    | [[]] (CC)         | [[]] (CC)    | [[]] (CC)    |